# Агафоновка (Саратовская область)
Агафоновка — село в Питерском районе Саратовской области, административный центр сельского поселения Агафоновское муниципальное образование.
Село расположено в центральной части района на правом берегу реки Малый Узень. До районного центра (Питерка) — 10 км, до железнодорожной станции Питерка — 3 км.
В селе школа, дом культуры, отделение связи. Планировка села многорядная.
На западной окраине села пруд Октябрьский.

## История
Основано в 1888 году.
Первоначально известно как Новая Агафоновка (оно же Ново-Ивановка). Согласно Списку населенных мест Самарской губернии, по сведениям 1889 года, село относилось к Моршанской волости Новоузенского уезда Самарской губернии. В примечании к Списку указано, что село основано переселенцами из Полтавской и Черниговской губерний.
Согласно Списку населённых мест Самарской губернии 1910 года в селе Агафоновке Моршанской волости проживало 961 мужчина и 1064 женщины, село населяли преимущественно русские и малороссы, православные, имелись церковь, школа грамотности, 5 ветряных мельниц.
В 1919 году в составе Новоузенского уезда село включено в состав Саратовской губернии.

## Население
Динамика численности населения по годам:
| Годы      | 1889 | 1897 | 1910 | 1987 | 2002 |
| --------- | ---- | ---- | ---- | ---- | ---- |
| Население | 613  | 727  | 2015 | ≈950 | 897  |

| 2002 | 2010 |
| ---- | ---- |
| 898  | ↘896 |

Национальный состав
Согласно результатам переписи 2002 года большинство населения составляли русские (72 %).

### Известные жители
- Решетников, Николай Михайлович (1921—1959) — командир танкового батальона, Герой Советского Союза.